# Ferdinand von Hochstetter
Ferdinand von Hochstetter (ur. 30 kwietnia 1829 w Esslingen am Neckar, zm. 18 lipca 1884 w Oberdöbling koło Wiednia) – niemiecko-austriacki geolog i podróżnik. Prowadził badania geologiczne w Nowej Zelandii – nazywany jest „ojcem geologii Nowej Zelandii”.

## Życiorys
Ferdinand von Hochstetter urodził się 30 kwietnia 1829 roku w Esslingen am Neckar jako syn pastora i botanika Christiana Ferdinanda Friedricha Hochstettera (1787–1860) i jego żony Sofie Friederike Orth (1795–1861).
Po ukończeniu liceum w Esslingen kształcił się w seminarium teologicznym w Maulbronn. Od 1847 roku studiował teologię i nauki przyrodnicze, przede wszystkim geologię, na Uniwersytecie w Tybindze. Był uczniem m.in. Friedricha Augusta Quenstedta (1809–1889). W 1851 roku ukończył studia teologiczne, a w 1852 roku uzyskał tytuł doktora filozofii i dzięki stypendium wyjechał w podróż po Europie. W 1853 roku zaczął prowadzić badania geologiczne na zlecenie Instytutu Geologicznego w Wiedniu prowadzonego przez Wilhelma von Haidingera (1795–1871) – badał m.in. Szumawę i źródła termalne w Karlowych Warach na Wyżynie Karlowarskiej. W 1856 roku zaczął pracować jako wykładowca na Uniwersytecie Wiedeńskim, gdzie w tym samym roku uzyskał habilitację z zakresu geologii.
W latach 1857–1859 wziął udział w rejsie naukowym dookoła świata na statku SMS Novara, podczas której przeprowadził szereg badań geologicznych. Do wyjazdu przygotowywał się m.in. poprzez naukę języka angielskiego i fotografii oraz poprzez konsultacje, m.in. rozmowy z Alexandrem von Humboldtem (1769–1859). Wyprawa wyruszyła 30 kwietnia 1857 roku z Triestu i poprzez Gibraltar, Rio de Janeiro, Kolonię Przylądkową, Sri Lankę oraz wiele wysp Oceanu Indyjskiego dotarła do Sydney, a następnie do Nowej Zelandii. Po przybyciu do Auckland von Hochstetter spotkał niemieckiego geologa Juliusa von Haasta (1824–1887), który towarzyszył mu podczas prac na wyspach. Władze w Auckland zleciły mu zbadanie prowincji Auckland i Nelson. Von Hochstetter odłączył się od wyprawy i przez 9 miesięcy prowadził badania geograficzne i geologiczne. Zbadał, opisał i zmapował m.in. wulkany w okolicach Auckland, tereny środkowej Wyspy Północnej i północnej części Wyspy Południowej. Nazywany jest „ojcem geologii Nowej Zelandii”.
Do Triestu powrócił przez Sydney, Melbourne, Mauritius i Morze Czerwone w 1860 roku. Wyniki badań przedstawił w wielotomowych pracach i listach publikowanych w „Wiener Zeitung”, które wydano w formie książki w 1885 roku. W latach 1859–1875 opublikował 21 artykułów na temat Nowej Zelandii.
W 1860 roku został mianowany profesorem na Uniwersytecie Technicznym w Wiedniu, którego był rektorem w latach 1874–1875. W 1861 roku ożenił się z Georgianą Bengough, córką Anglika Johna Egberta Bengougha, dyrektora wiedeńskiej gazowni. Para miała czterech synów i cztery córki.

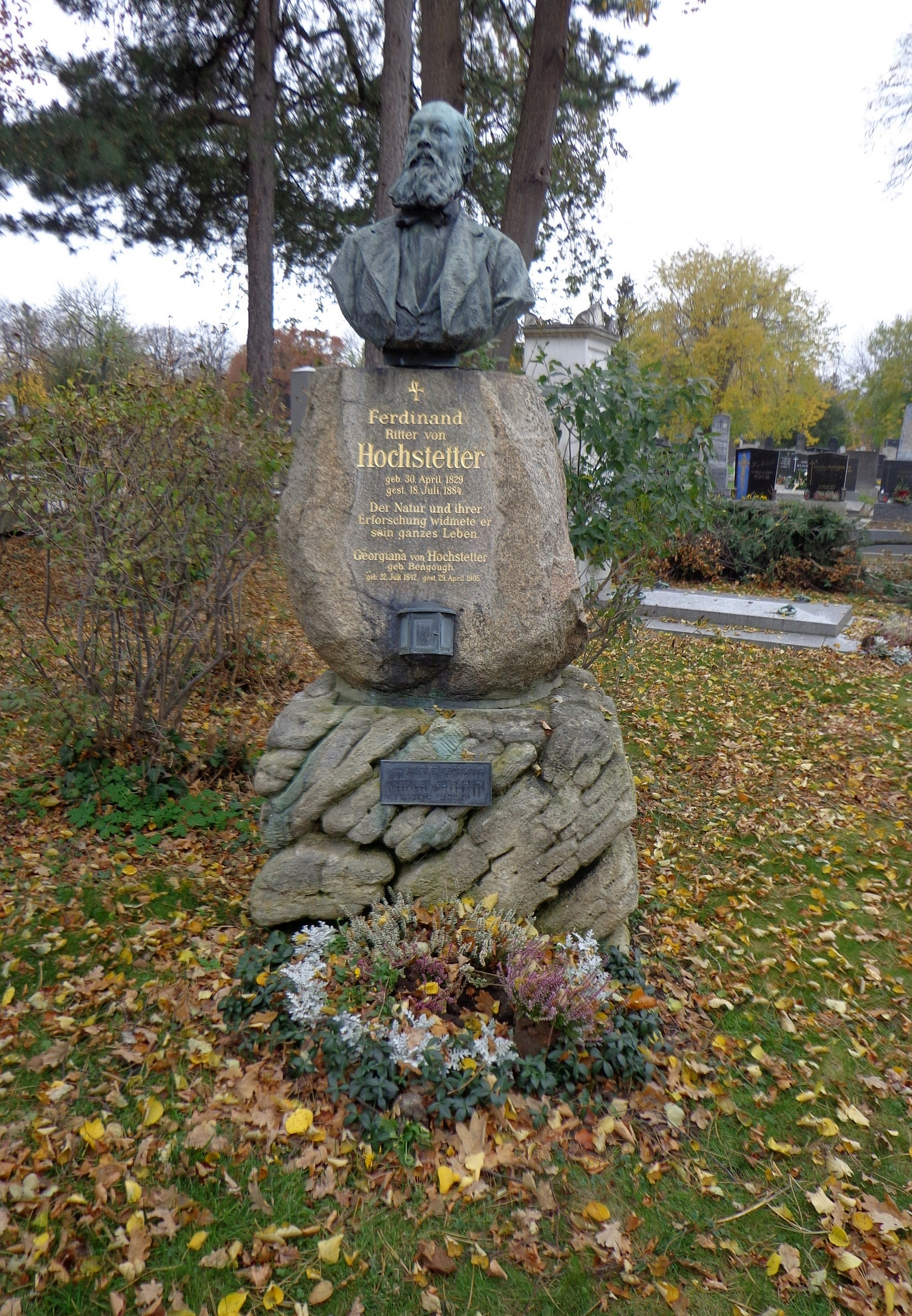
Grobowiec na Cmentarzu Centralnym w Wiedniu

W 1869 von Hochstetter wykonywał badania geologiczne dla budowanych kolei tureckich, a w 1872 roku wraz ze swoim studentem Franzem Toulą (1845–1920) wyjechał do Rosji, by przeprowadzić prace geologiczne związane z budową Kolei Transsyberyjskiej. W latach 1872–1873 był nauczycielem arcyksięcia Rudolfa (1858–1889). W 1876 roku został mianowany pierwszym intendentem Cesarskiego Muzeum Historii Naturalnej. W 1881 roku zrezygnował z profesury. W 1884 roku cesarz austriacki Franciszek Józef I nadał mu tytuł szlachecki.
Zmarł wskutek cukrzycy 18 lipca 1884 roku w Oberdöbling koło Wiednia.

## Członkostwa
- 1862 – Bawarska Akademia Nauk[5]
- 1862 – Niemiecka Akademia Przyrodników Leopoldina[6]
- 1869 – American Philosophical Society[7]

## Publikacje
Von Hochstetter opublikował ponad 150 prac naukowych, m.in.:
- Neu-Seeland, 1863
- Reise der österreichischen Fregatte Novara um die Erde, 3 tomy, 1864–1866
- Leitfaden der Mineralogie und Geologie, 1876 (razem z A. Bischingiem)
- Das Hof-Mineraliencabinet in Wien [...], 1884

## Upamiętnienie
Na cześć von Hochstettera nazwano wiele gatunków roślin i zwierząt odkrytych w Nowej Zelandii, m.in. gatunek grzybów z rodziny dzwonkówkowatych o charakterystycznej niebieskiej barwie – Entoloma hochstetteri, gatunek żaby – Leiopelma hochstetteri czy gatunek mięsożernego ślimaka – Powelliphanta hochstetteri.
Wiele obiektów geograficznych na terenie Nowej Zelandii nosi nazwę upamiętniająca von Hochstettera m.in. dwie góry – Mt. Hochstetter i Hochstetter Dome, lodowiec – Hochstetter Glacier, jezioro – Lake Hochstetter czy depresja – Hochstetter Pond.